# 十二金人
十二金人是秦灭六国后将天下的兵器收缴铸成的十二个大型青铜人立像。銅像約十一米半長，約三十至六十噸重。东汉末年，董卓毁十二金人中的十个铸董卓小钱。而剩下兩座金人均被苻堅銷毀。